# Robert C. Treveiler
Robert C. Treveiler es un actor, director y escritor estadounidense. Hizo su debut en el año 1991.

## Filmografía
- 1991: The Perfect Tribute como Hay.
- 1991: La noche del cazadorcomo Guardia.
- 1991: In a Child's Name como Dr. Kingston
- 1991: Nightmare in Columbia County como Miss Columbia MC.
- 1992: Children of the Corn II: The Final Sacrifice como McKenzie.
- 1992: Hellraiser III: Hell on Earth como paramédico #1.
- 1992: Dobles Parejas como Charleston Deputy.
- 1993: Complex of Fear como Jim.
- 1993: QUEEN como Carlos.
- 1993: Labor Of Love : The Arlette Schweitzer Story como Curtis Schweitzer.
- 1994: One of Her Own como Dean Nyad.

- Datos: Q64226196